# Matviivka, Vilneansk
Matviivka (în ucraineană Матвіївка) este o comună în raionul Vilneansk, regiunea Zaporijjea, Ucraina, formată numai din satul de reședință.

## Demografie
Componența lingvistică a comunei Matviivka
     Ucraineană (80,42%)
     Rusă (19,04%)
     Alte limbi (0,24%)
Conform recensământului din 2001, majoritatea populației comunei Matviivka era vorbitoare de ucraineană (80,42%), existând în minoritate și vorbitori de rusă (19,04%).